# John Barnett (employé de Boeing)
Pour les articles homonymes, voir Barnett.
John Barnett, né le 23 février 1962 à Mount Shasta en Californie et mort le 9 mars 2024 à Charleston en Caroline du Sud, est un ingénieur aérospatial américain, employé de Boeing et lanceur d'alerte. Au cours d’une bataille juridique avec Boeing, il serait mort d'une « blessure par balle auto-infligée ». Boeing a fait part de sa tristesse à l'annonce de son décès,,.

## Biographie
John Barnett a travaillé chez Boeing pendant 32 ans. Pendant sept ans, de 2010 à 2017, il travaille comme responsable du contrôle qualité pour l'usine Boeing de Caroline du Sud (en), qui produit le Boeing 787 Dreamliner,.
En 2014, il est réprimandé pour avoir documenté des erreurs. Dans une évaluation des performances consultée par le Times, un cadre supérieur l'a rétrogradé pour avoir  « utilisé le courrier électronique pour exprimer des violations de processus », au lieu de s'engager « F2F » (en face à face) : il ne devait pas mettre les problèmes par écrit mais plutot l'exprimer oralement.
John Barnett a affirmé qu'en 2016, un cadre supérieur avait installé un tube hydraulique mis au rebut et cabossé dans un avion. Il a déposé une plainte auprès des ressources humaines. Boeing a déclaré qu’il avait enquêté et n'avait pas étayé ces allégations.
John Barnett a soulevé des problèmes de pièces défectueuses manquantes à la direction, craignant qu'elles n'aient été installées. Il a affirmé que ses patrons lui avaient ordonné de terminer la paperasse sur les pièces manquantes sans déterminer où elles s'étaient retrouvées. Aucune mesure corrective n'a été prise par les gestionnaires.
John Barnett a affirmé que les ouvriers n'avaient pas suivi les procédures de suivi des composants, ce qui a causé la perte de pièces et l'installation ultérieure de pièces défectueuses. Il a déclaré que ces installations avaient pour but d'éviter les retards sur la chaîne de production, tout comme l'absence de respect de la procédure. Un rapport de 2017 de la Federal Aviation Administration (FAA) a déterminé qu'au moins 53 pièces « non conformes » étaient manquantes et a ordonné à Boeing de prendre des mesures correctives.
John Barnett a rapporté qu'il avait découvert des « grappes de copeaux de métal » laissées près des systèmes électriques pour les commandes de vol, qui pourraient avoir des résultats « catastrophiques » si les copeaux parvenaient à pénétrer dans le câblage. Il a déclaré qu'il avait exhorté à plusieurs reprises ses patrons à agir, mais qu'ils l'avaient plutôt transféré dans une autre partie de l’usine. En 2017, la FAA a publié une directive rendant obligatoire l'enlèvement des copeaux avant la livraison. Boeing a affirmé qu'ils se conformaient et travaillaient à améliorer la conception pour éviter le problème, mais a déterminé que le problème n'était pas un problème de sécurité des vols.
À sa retraite, en 2017, il s'est présenté pour discuter de nombreuses malversations de Boeing avec le radiodiffuseur britannique BBC, y compris le surmenage des employés et le fait de ne pas assurer une maintenance adéquate des avions. Il note également que de nombreux systèmes d'oxygène du Boeing 787 Dreamliner pourraient être défectueux en conséquence (montrant des tests qui ont montré un taux de défaillance de 25 %).
En 2019, John Barnett apparaît dans un article du New York Times soulevant des problèmes de qualité supplémentaires dans son ancienne installation, parlant des copeaux de métal. Boeing a par la suite nié ses affirmations. Cependant, un examen effectué en 2017 par la FAA a confirmé plusieurs des préoccupations de Barnett : il a été découvert que plus de 50 composants d'avion « non conformes » dans l'installation étaient considérés comme manquants car leur emplacement n'a pas pu être trouvé.
Au début de l'année 2024, John Barnett émet de nouveaux avertissements concernant la culture de travail et la sécurité des véhicules de Boeing à la suite du vol Alaska Airlines 1282, au cours duquel une porte a été soufflée. John Barnett a par la suite déposé une plainte en vertu de l'AIR 21 (loi protégeant les lanceurs d'alerte en matière de sécurité aérienne) (en) contre Boeing, affirmant que l'entreprise avait « sapé sa carrière parce qu'il avait soulevé des problèmes de sécurité à l'usine de Charleston, entravant sa progression de carrière et dénigrant sa carrière »,.

### Mort
John Barnett était à Charleston, en Caroline du Sud, la semaine du 12 mars 2024 pour sa déposition dans son procès en diffamation contre Boeing. Avant sa mort, il avait fait une déposition et subi un contre-interrogatoire de la part de ses propres avocats.
Selon un entretien de mars 2024 avec son avocat, Brian Knowles, John Barnett était censé se présenter pour le troisième jour de sa déposition, pour un interrogatoire plus approfondi, mais ne s'est pas présenté et n'a pas répondu aux appels le lendemain,. Il a été retrouvé mort peu de temps après, le 9 mars, dans sa Dodge Ram sur le parking d'un hôtel, de ce que le bureau du coroner du comté de Charleston a décrit comme « une blessure par balle auto-infligée »,,. Sa mort a été annoncée deux jours plus tard, le 11 mars.
Les avocats de John Barnett ont déclaré à CBS News que « John Barnett était de très bonne humeur et avait vraiment hâte de mettre cette phase de sa vie derrière lui et de passer à autre chose ». Ils ont indiqué : « nous n'avons vu aucune indication qu'il allait se suicider. Personne ne peut y croire ». Ils ont demandé l’ouverture d’une enquête policière sur sa mort. La police enquête activement depuis le 12 mars sur ce décès suspect,,,,.

## Mort d'un second lanceur d'alerte: Joshua Dean
Moins de deux mois après la mort de John Barnett, un autre lanceur d'alerte, Joshua Dean, meurt, le 30 avril 2024, emporté en moins de deux semaines par une infection soudaine à propagation rapide. Ancien contrôleur qualité chez Spirit AeroSystems, un fournisseur de Boeing, il était l’un des premiers à affirmer que la direction de ce fabricant de pièces d’avion avait tenté de dissimuler des défauts de fabrication des 737 Max,,,.